# Anton Shramchenko
Anton Shramchenko (tiếng Belarus: Антон Шрамчанка; tiếng Nga: Антон Шрамченко; sinh 12 tháng 3 năm 1993) là một cầu thủ bóng đá Belarus thi đấu cho Gomel.